# Melanagromyza eminula
Melanagromyza eminula är en tvåvingeart som beskrevs av Mitsuhiro Sasakawa 1992. Melanagromyza eminula ingår i släktet Melanagromyza och familjen minerarflugor. Inga underarter finns listade i Catalogue of Life.